# Miran Schrott
Miran Schrott (* 26. Dezember 1972 in St. Ulrich in Gröden, Italien; † 14. Januar 1992 in Chamonix, Frankreich) war ein italienischer Eishockeyspieler.

## Karriere
Miran Schrott wuchs in St. Ulrich in Gröden auf und spielte von 1990 bis Anfang 1992 beim HC Gröden in der Serie B, der zweithöchsten Spielklasse Italiens. Er kam als Verteidiger auf 46 Einsätze, wobei er auch vier Tore und zwölf Torvorlagen erzielte. International war er Teilnehmer der Junioren-Europameisterschaften 1990, wo Italien den zweiten Platz der Gruppe B erreichte. Bei der Junioren-WM 1991 erreichte er mit der Mannschaft erneut den zweiten Platz der C-Gruppe. Bei der Junioren-WM 1992 schaffte Italien schließlich mit dem Gewinn der C-Gruppe den Aufstieg in die B-Gruppe, wobei Miran Schrott als bester Verteidiger der Gruppe ausgezeichnet wurde.

## Tod
Miran Schrott verstarb an den Folgen einer Auseinandersetzung während eines Ligaspiels gegen den HC Courmaosta, als ihm der Gegenspieler Jim Boni nach einer Rangelei mit dem Eishockeyschläger auf die Brust schlug. Schrott stürzte augenblicklich zu Boden und wurde noch am Eis versorgt, ehe er nach zehn bis fünfzehn Minuten in ein Krankenhaus in Chamonix gebracht wurde. Dort verstarb er an einem Herzstillstand aufgrund einer verkleinerten Aorta.
Jim Boni wurde nach italienischem Recht angeklagt und im Februar 1994 wegen fahrlässiger Tötung (Omicidio colposo) zu einer Freiheitsstrafe von einem Jahr auf Bewährung verurteilt.

## Erfolge und Auszeichnungen
- 1992 Bester Verteidiger der Junioren-C-Weltmeisterschaft

## Karrierestatistik

### International
Vertrat Italien bei:
| - U18-Junioren-Europameisterschaft der B-Gruppe 1988 - U18-Junioren-Europameisterschaft der B-Gruppe 1989 - U18-Junioren-Europameisterschaft der B-Gruppe 1990 | - Junioren-Weltmeisterschaft der C-Gruppe 1991 - Junioren-Weltmeisterschaft der C-Gruppe 1992 |

(Legende zur Spielerstatistik: Sp oder GP = absolvierte Spiele; T oder G = erzielte Tore; V oder A = erzielte Assists; Pkt oder Pts = erzielte Scorerpunkte; SM oder PIM = erhaltene Strafminuten; +/− = Plus/Minus-Bilanz; PP = erzielte Überzahltore; SH = erzielte Unterzahltore; GW = erzielte Siegtore; 1 Play-downs/Relegation; Kursiv: Statistik nicht vollständig)